# Harry Mallin
Henry William Mallin, detto Harry (Shoreditch, 1º giugno 1892 – Lewisham, 8 novembre 1969), è stato un pugile britannico.
Ha vinto due medaglie d'oro olimpiche nel pugilato: la medaglia d'oro alle Olimpiadi 1920 svoltesi ad Anversa nella categoria pesi medi e la medaglia d'oro alle Olimpiadi 1924 di Parigi, anche in questo caso nella categoria pesi medi.